# Podaljšana petstrana girobikupola
| Podaljšana petstrana girobikupola | Podaljšana petstrana girobikupola          |
| --------------------------------- | ------------------------------------------ |
|                                   |                                            |
| Vrsta                             | Johnsonovo telo J38-J39-J40                |
| Stranske ploskve                  | 10 trikotnikov 2.10 kvadratov 2 petkotnika |
| Oglišča                           | 30                                         |
| Robovi                            | 60                                         |
| Konfiguracija oglišča             | 20(3.43) 10(3.4.5.4)                       |
| Grupa simetrije                   | D5d                                        |
| Dualni polieder                   | -                                          |
| Lastnosti                         | konveksna                                  |
| Slika oglišč                      |                                            |

Podaljšana petstrana girobikupola je eno izmed Johnsonovih teles (J39). Kot že ime nakazuje, jo dobimo s podaljšanjem petstrane girokupole (J31) tako, da dodamo desetstrano prizmo med njeni skladni polovici. Z vrtenjem ene izmed petstranih kupol (J5) za 36º preden vstavimo prizmi, dobimo podaljšano petstrano ortobikupolo (J38).
V letu 1966 je Norman Johnson (rojen 1930) imenoval in opisal 92 Johnsonovih teles.

## Prostornina in površina
Naslednja izraza za prostornino (V) in površino (P) sta uporabna za vse stranske ploskve, ki so pravilne in imajo dolžino roba 1 
{\displaystyle V={\frac {1}{6}}(10+8{\sqrt {5}}+15{\sqrt {5+2{\sqrt {5}}}})a^{3}\approx 12,3423...a^{3}}
{\displaystyle A=(20+{\sqrt {{\frac {5}{2}}(10+{\sqrt {5}}+{\sqrt {75+30{\sqrt {5}}}})}})a^{2}\approx 27,7711...a^{2}}